# Sander marinus
Sander marinus è un pesce pesce d'acqua dolce e salmastra appartenente alla famiglia Percidae.

## Distribuzione e habitat
Questa specie è diffusa negli estuari del Mar Nero e del Mar Caspio. Raramente si spinge all'interno dei fiumi.

## Descrizione
Simile a Sander lucioperca, presenta un corpo slanciato ed agile, con grande bocca da predatore armata di vistosi denti caniniformi e occhi grandi. La sagoma è affusolata; la "gobba" dietro la testa così evidente nel pesce persico è appena accennata, mentre il ventre è più pronunciato. Le pinne dorsali sono separate da un breve tratto. La livrea non è particolarmente vivace: brunastra o verdastra con fasce verticali scure sfumate o screziate; le pinne sono grigioazzurre, la prima dorsale è screziata di chiaro e bruno.

Raggiunge una lunghezza massima di 34 cm.

## Biologia

### Alimentazione
È specie predatrice: gli adulti si cibano prevalentemente di pesci (clupeidi, latterini) e crostacei, mentre i giovani di piccoli pesci, larve d'insetti e invertebrati.

### Riproduzione
La deposizione delle uova avviene in un nido costituito da una piccola buca nel sedimento. Il maschio fa la guardia al nido finché gli avannotti non lo hanno abbandonato. 

## Pesca
S. marinus è pescata in modo intensivo per il commercio delle sue carni ma è anche ambita preda per i pescatori sportivi.